# Roccafiorita

Ubicació de Roccafiorita dins de la província

Roccafiorita (sicilià Roccaciurita) és un municipi italià, dins de la ciutat metropolitana de Messina. L'any 2005 tenia 255 habitants. Limita amb els municipis d'Antillo, Limina i Mongiuffi Melia.

## Administració
| Període | Identitat           | Partit        |
| ------- | ------------------- | ------------- |
| 2008-   | Giuseppe Bartolotta | Llista cívica |